# Championnat de Tunisie de football de deuxième division 2024-2025
Navigation
Saison précédente Saison suivante
| \| ASM PSSE AMS SG ASK ASOE SRS KS SAMB ESJ JS ESR CSK CSM JSK EMM CSC CSHL ASA CSR SCM ESRT EOSB ESHS OCK ASJ BSB \| Localisation des clubs engagés dans le championnat. |
| ASM PSSE AMS SG ASK ASOE SRS KS SAMB ESJ JS ESR CSK CSM JSK EMM CSC CSHL ASA CSR SCM ESRT EOSB ESHS OCK ASJ BSB                                                           |

La saison 2024-2025 du championnat de Tunisie de football de Ligue II est la 70e édition de la deuxième division tunisienne, la Ligue Professionnelle 2. Deuxième niveau de la hiérarchie du football en Tunisie après la Ligue I, le championnat oppose, en matchs aller et retour, vingt huit clubs professionnels répartis en deux poules, dont quatre promus de Ligue III et un seul relégué de la Ligue I.

## Participants
Vingt huit équipes sont répartis dans deux groupes de quatorze équipes selon leur position géographique. Les équipes situées au nord intègrent le groupe A et les équipes situées au sud intègrent le groupe B. La répartition des deux groupes est comme suivant,

### Groupe A
- Avenir sportif de La Marsa
- Croissant sportif de M'saken
- Étoile sportive de Radès
- Association sportive de l'Ariana
- Association Mégrine Sport
- Club sportif de Korba
- Sporting Club de Moknine
- Avenir sportif d'Oued Ellil
- Espoir sportif de Hammam Sousse
- Club sportif de Hammam Lif
- Jendouba Sports
- Kalâa Sport
- El Makarem de Mahdia
- Stade africain de Menzel Bourguiba

### Groupe B
- Jeunesse sportive kairouanaise
- Espoir sportif de Jerba Midoun
- Aigle sportif de Jilma
- Avenir sportif de Kasserine
- Progrès sportif de Sakiet Eddaïer
- Croissant sportif chebbien
- Stade gabésien
- Océano Club de Kerkennah
- Croissant sportif de Redeyef
- Sfax railway sport
- Espoir sportif de Rogba Tataouine
- Astre sportif d'Agareb
- Étoile olympique de Sidi Bouzid
- Baath sportif de Sidi Amor Bouhajla

## Compétition

### Première phase

#### Groupe A
Source : Fédération tunisienne de football.
| Rang | Équipe                      | Pts | J  | G  | N  | P  | Bp | Bc | Diff |
| ---- | --------------------------- | --- | -- | -- | -- | -- | -- | -- | ---- |
| 1    | AS Marsa R                  | 53  | 26 | 15 | 8  | 3  | 40 | 17 | +23  |
| 2    | Association Mégrine Sport P | 52  | 26 | 15 | 7  | 4  | 49 | 23 | +26  |
| 3    | Jendouba Sports             | 49  | 26 | 14 | 7  | 5  | 38 | 19 | +19  |
| 4    | ES Hammam Sousse            | 36  | 26 | 8  | 12 | 6  | 36 | 28 | +8   |
| 5    | CS Korba                    | 36  | 26 | 9  | 9  | 8  | 22 | 28 | -6   |
| 6    | CS Hammam Lif               | 34  | 26 | 8  | 10 | 8  | 25 | 26 | -1   |
| 7    | CS M'saken                  | 33  | 26 | 7  | 12 | 7  | 18 | 17 | +1   |
| 8    | AS Ariana                   | 33  | 26 | 10 | 3  | 13 | 33 | 33 | 0    |
| 9    | Kalâa Sport                 | 31  | 26 | 8  | 7  | 11 | 30 | 34 | -4   |
| 10   | El Makarem de Mahdia        | 31  | 26 | 9  | 4  | 13 | 26 | 37 | -11  |
| 11   | SC Moknine                  | 30  | 26 | 7  | 9  | 10 | 27 | 30 | -3   |
| 12   | SA Menzel Bourguiba P       | 30  | 26 | 7  | 9  | 10 | 18 | 27 | -9   |
| 13   | AS Oued Ellil               | 27  | 26 | 6  | 9  | 11 | 23 | 32 | -9   |
| 14   | ES Radès                    | 14  | 26 | 2  | 8  | 16 | 16 | 50 | -34  |

Promotion
- 1er : Promu en Ligue I 2025-2026

Relégation
- 13e, 14e : Relégué en Ligue III

Abréviations
- R : Relégué de Ligue I
- P : Promu de Ligue III

#### Groupe B
Source : Fédération tunisienne de football.
| Rang | Équipe               | Pts  | J  | G  | N | P  | Bp | Bc | Diff |
| ---- | -------------------- | ---- | -- | -- | - | -- | -- | -- | ---- |
| 1    | JS Kairouan          | 54   | 26 | 15 | 9 | 2  | 30 | 11 | +19  |
| 2    | AS Kasserine P       | 53   | 26 | 16 | 5 | 5  | 36 | 17 | +19  |
| 3    | OC Kerkennah         | 44   | 26 | 12 | 8 | 6  | 36 | 21 | +15  |
| 4    | Sfax railway sport P | 44   | 26 | 12 | 8 | 6  | 35 | 22 | +13  |
| 5    | PS Sakiet Eddaïer P  | 44   | 26 | 13 | 5 | 8  | 32 | 23 | +9   |
| 6    | BASA Bouhajla P      | 33   | 26 | 9  | 6 | 11 | 21 | 22 | -1   |
| 7    | CS Redayef           | 33   | 26 | 10 | 3 | 13 | 23 | 25 | -2   |
| 8    | AS Jilma             | 32   | 26 | 9  | 5 | 12 | 26 | 26 | 0    |
| 9    | EO Sidi Bouzid       | 32   | 26 | 8  | 8 | 10 | 27 | 28 | -1   |
| 10   | CS Chebba            | 32   | 26 | 9  | 5 | 12 | 24 | 29 | -5   |
| 11   | Stade gabésien       | 30   | 26 | 8  | 6 | 12 | 13 | 23 | -10  |
| 12   | AS Agareb P          | 30   | 26 | 7  | 9 | 10 | 23 | 35 | -12  |
| 13   | ES Jerba Midoun      | 26   | 26 | 6  | 8 | 12 | 15 | 24 | -9   |
| 14   | ES Rogba Tataouine   | 13-1 | 26 | 3  | 5 | 18 | 19 | 54 | -35  |

Promotion
- 1er: Promu en Ligue I 2025-2026

Relégation
- 13e, 14e : Relégué en Ligue III

Abréviations
- R : Relégué de Ligue I
- P : Promu de Ligue III

### Finale
Un match final a lieu le 4 juin entre les premiers de chaque groupe au stade olympique de Sousse afin de déterminer le vainqueur de la Ligue II. 
| Finale            | AS Marsa (1er du groupe A) | 3-1   | JS Kairouan (1er du groupe B) | Stade olympique de Sousse, Sousse |  |
| 4 juin 2025 17h00 |                            | (1-0) |                               |                                   |  |
| 4 juin 2025 17h00 | Rapport                    |       |                               |                                   |  |